# Schmalspurbahn Aspelt–Bettemburg
| Streckenlänge: | 10,19 km            |                |                |
| Spurweite: | 1000 mm (Meterspur) |                |                |
| Maximale Neigung: | 20 ‰                |                |                |
| Minimaler Radius: | 120 m               |                |                |
| |                     |                |                |
| \| \| \| von Remich \| \| \| \| 0,00 \| Aspelt \| 230 m \| \| \| \| nach Luxemburg \| \| \| \| 2,83 \| Frisingen \| 248 m \| \| \| 5,93 \| Hellingen \| 255 m \| \| \| 10,19 \| Bettemburg \| 276 m \| |                     |                |                |
| |                     | von Remich     |                |
| Bahnhof (Strecke außer Betrieb) | 0,00                | Aspelt         | 230 m          |
| Abzweig geradeaus und nach rechts (Strecke außer Betrieb) |                     | nach Luxemburg | nach Luxemburg |
| Bahnhof (Strecke außer Betrieb) | 2,83                | Frisingen      | 248 m          |
| Bahnhof (Strecke außer Betrieb) | 5,93                | Hellingen      | 255 m          |
| Kopfbahnhof Streckenende (Strecke außer Betrieb) | 10,19               | Bettemburg     | 276 m          |

Die Schmalspurbahn Aspelt–Bettemburg war eine Schmalspurbahn mit 1000 mm Spurweite in Luxemburg. Die circa 10 km lange Strecke führte von Aspelt an der Schmalspurbahn Luxemburg–Remich nach Bettemburg, dort bestand Übergang zum Normalspurbahnhof.

## Geschichte
Die Bauarbeiten für die als Vizinalbahn vom Staat geplante Strecke begannen im Sommer 1898. Insgesamt kostete der Bau circa 800.000 Franken, das war etwa doppelt so viel, wie ursprünglich veranschlagt. Der Verkehr konnte am 1. September 1899 durch die Société Anonyme pour l’exploitation de chemins de fer régionaux en Belgique aufgenommen werden. Zwischen 1911 und 1919 wurde der Betrieb durch die Chemins de fer Secondaires Luxembourgeois (Luxemburger Sekundärbahnen) übernommen, 1919 ging die Betriebsführung auf die Société Anonyme des chemins de fer et minières Prince Henri über. Danach erfolgte schrittweise eine Sanierung des von der Sekundärbahngesellschaft vernachlässigten Oberbaus.
Ab 1934 wurde der Verkehr durch die staatliche Gesellschaft Chemins de fer à voie étroite de l’État (CVE) selbst durchgeführt. Zwischen 1942 und 1944 von der Deutschen Reichsbahn betrieben, ging die Strecke nach dem Zweiten Weltkrieg an die Chemins de Fer Luxembourgeois über. Den Zweiten Weltkrieg selbst überstand die Schmalspurbahn im Gegensatz zu anderen Bahnstrecken unbeschädigt.
Der Verkehr wurde zwar im August 1945 wieder aufgenommen, aber wie in den vorangegangenen Jahrzehnten konnte mit der Strecke kein Gewinn erwirtschaftet werden. Da allerdings die Bahn in den letzten Betriebsjahren zusammen mit der Schmalspurbahn Luxemburg–Remich eine Betriebseinheit bildete, wurde der defizitäre Verkehr noch bis in die 1950er Jahre aufrechterhalten. 1952 wurde der Personenverkehr, 1954 der Güterverkehr auf den staatsbahneigenen Kraftverkehr verlagert.